# Geir Holte
Geir Holte (* 3. Oktober 1959 in Drammen) ist ein ehemaliger norwegischer Skilangläufer.

## Werdegang
Holte, der für den Hokksund IL startete, trat international erstmals bei den Nordischen Skiweltmeisterschaften 1982 in Oslo in Erscheinung. Dort belegte er den 29. Platz über 15 km. Im folgenden Jahr holte er in Kawgolowo mit dem 11. Platz über 50 km und in Oslo mit dem achten Rang über 50 km seine ersten Weltcuppunkte. Bei seiner einzigen Olympiateilnahme im Februar 1984 in Sarajevo lief er auf den 20. Platz über 15 km. Im selben Monat errang er in Falun mit dem dritten Platz mit der Staffel seine erste Podestplatzierung im Weltcup. Seine beste Weltcupsaison lief er 1984/85. Dabei kam er viermal unter die ersten Zehn und erreichte damit den zehnten Platz im Gesamtweltcup und in Falun mit dem fünften Platz über 30 km sein bestes Einzelergebnis im Weltcup. Zudem wurde er dort wie im Vorjahr Dritter mit der Staffel. Beim Saisonhöhepunkt, den Nordischen Skiweltmeisterschaften 1985 in Seefeld in Tirol, belegte er den 20. Platz über 50 km und den 18. Rang über 30 km. Sein letztes internationales Rennen absolvierte er bei den Nordischen Skiweltmeisterschaften 1989 in Lahti, das er auf dem 29. Platz über 30 km klassisch beendete. Bei norwegischen Meisterschaften gewann er acht Medaillen. Dabei wurde er 1984 und 1986 zusammen mit Oddvin Bakkene und seinen Bruder Tor Håkon Holte sowie 1985 zusammen mit Tor Håkon Holte und Arild Monsen norwegischer Meister mit der Staffel von Hokksund IL.

## Medaillen bei nationalen Meisterschaften
- 1984: Gold mit der Staffel, Silber über 50 km
- 1985: Gold mit der Staffel
- 1986: Gold mit der Staffel, Silber über 30 km
- 1988: Silber mit der Staffel
- 1989: Silber über 50 km, Bronze mit der Staffel

## Teilnahmen an Weltmeisterschaften und Olympischen Winterspielen

### Olympische Spiele
- 1984 Sarajevo: 20. Platz 15 km

### Nordische Skiweltmeisterschaften
- 1982 Oslo: 29. Platz 15 km
- 1985 Seefeld: 18. Platz 30 km, 20. Platz 50 km
- 1989 Lahti: 29. Platz 30 km klassisch

## Weltcup-Gesamtplatzierungen
| Saison  | Platz | Punkte |
| ------- | ----- | ------ |
| 1982/83 | 23.   | 32     |
| 1983/84 | 20.   | 44     |
| 1984/85 | 65.   | 10     |
| 1985/86 | 6.    | 37     |
| 1986/87 | 1.    | 50     |
| 1987/88 | 16.   | 25     |